# Joseph Boyet
Pour les articles homonymes, voir Boyet.
Joseph Boyet (né le 15 janvier 1882 à Champier et décédé en mars 1935,) est un homme politique français, membre de 1920 à 1921 du Comité directeur du Parti communiste (PC).

## Biographie
Joseph Boyet vit à Lyon et y rencontre sa future épouse, originaire de cette ville. En 1911, le couple vit à Paris, où ils se marient en 1914.
L'engagement politique de Boyet remonte à son service militaire. Arrivé à Paris en 1907, Boyet s’installe rue Jacob, puis rue Mazarine. Il est candidat socialiste aux élections municipales dans le quartier de Notre-Dame-des-Champs. En 1909, il devient comptable à La Bellevilloise, rue Boyer. Il s’installe dans le quartier, à Ménilmontant. En 1912, il est à nouveau candidat aux élections municipales. 
Au moment de la guerre, Boyet est réformé puis versé, en 1916, dans les services auxiliaires. Il peut reprendre son action à la 3e section de la Seine, où il est rattaché depuis son installation rue de Nazareth. Il est hostile à l’Union sacrée et devient membre du Comité de la IIIe Internationale, dont il sera élu membre de la Commission exécutive en 1921. Depuis 1916, il siège à la commission de contrôle du Parti socialiste et y est réélu au congrès de Strasbourg, en février 1920, où il est délégué de la Seine. En 1919, il est pour la troisième fois candidat aux élections municipales, dans le quartier des Enfants-Rouges. Au congrès national de Tours, en décembre 1920, Boyet préside une séance. Il est élu au comité directeur du nouveau Parti communiste (PC). Il semble qu'il entretenait des relations au-delà des frontières avec des partisans de la IIIe Internationale, car, en novembre 1920, le ministère de l'Intérieur lui avait refusé un passeport pour se rendre à Berlin. Un an plus tard, au congrès de Marseille, il quitte le comité directeur du PC.
Quelques mois plus tôt, il avait été candidat lors d'élections municipales partielles dans le quartier des Archives. Au second tour de cette élection, sa section décide de le maintenir malgré la présence d'un candidat socialiste. Sa campagne électorale est très à gauche. Il affirme que les communistes ne visent à entrer dans les conseils de la bourgeoise que dans l'attente de l'heure de la Révolution. En 1921, au moment du congrès de Marseille du PC, lié à la Gauche du parti, il est l'un des signataires d'une déclaration pour la réorganisation du Comité directeur et affirme dans un texte que les militants de la Gauche entendent faire prévaloir les motions correspondant aux conceptions de l'Internationale communiste (IC). En 1923, présent dans le mouvement des coopératives, réuni à Bordeaux en Gironde, Boyet demande aux communistes d'adhérer aux coopératives. Deux ans plus tard, au congrès de la Fédération des coopératives, à Nancy, il proteste contre l'absence de représentation proportionnelles dans les congrès coopératifs internationaux. Boyet est en désaccord avec les dirigeants de la commission coopérative centrale du PC, dont il démissionne avant d’y revenir. En 1928, il démissionne du poste d’administrateur délégué de la Bellevilloise, écrivant y avoir tout supporté depuis cinq ans. L’année suivante, une plainte est déposée contre lui, pour escroquerie, par le gérant de la succursale des Économats de Villeneuve-la-Guyard, dans l’Yonne. Boyet est, alors, également membre du conseil d’administration de la Banque ouvrière et paysanne. Évoquant les ennuis financiers du PC en 1929-1930, un dirigeant communiste de l'époque, Vassart, qualifiera Boyet d’« élément douteux », l'accusant d’avoir truqué les bilans entraînant la liquidation de la Bellevilloise.

## Source
- Dictionnaire biographique du mouvement ouvrier français, Les Éditions de l’Atelier, 1997.